# Banu Abd-Shams
Banu Abd Shams (arabe : بنو عبد شمس) fait référence à un clan au sein de la tribu mecquoise des Quraysh.

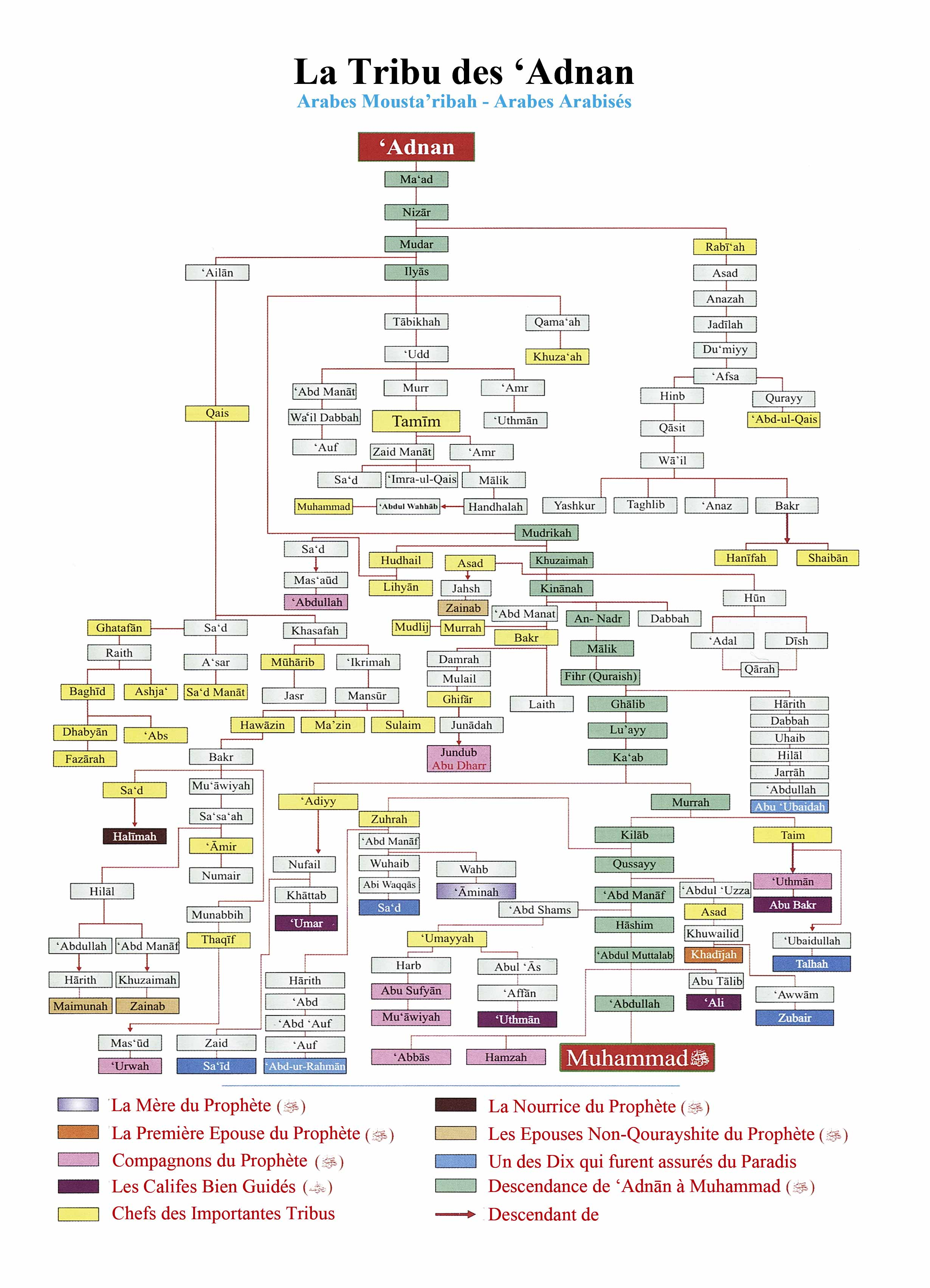
Arbre généalogique des Arabes du Nord

## Ascendance
Le clan porte le nom d'Abd Shams ibn Abd Manaf, le fils d'Abd Manaf ibn Qusai et frère de Hashim ibn 'Abd Manaf; qui était l'arrière-grand-père du prophète islamique Muhammad. Il a épousé Layla bint Asad ibn Abdal-Uzza, elle a eu quatre fils, Habib, Rabi'a, Abdul-Uzza, Umayya et une fille, Ruqayyah.

## Banu Rabi'ah
Banu Rabi'ah était une branche qui n'a eu que quelques chefs dont les plus éminents furent :
1. Abu Hudhayfa ibn Utba, fils de Utbah ibn Rabi'ah était un compagnon du prophète de l'islam Mahomet.
2. Hind bint 'Utba, était l'épouse d'Abu Sufyan Ibn Harb Al-Umawî, l'un des plus éminents dirigeants de la tribu quraychite et farouche adversaire du prophète Mahomet
3. Walid ibn Utbah, connu sous le nom d'Abou al-Wali était l'un des principaux dirigeants païens de Quraych à l'époque de Mahomet
4. Utbah ibn Rabi'ah également connu sous le nom d'Abou al-Walid était l'un des principaux dirigeants païens de Quraych à l'époque de Mahomet.
5. Muhammad ibn Abi Hudhayfa , qui est devenu gouverneur d'Égypte 
6. Shaybah ibn Rabi'ah, le frère d' Utbah ibn Rabi'ah

## Lien avec les Omeyyades
Le clan Banu Abd-Shams fonctionnait de la même manière que le sous-clan Banu Umayya, affilié à la dynastie omeyyade. Ils étaient issus de la tribu arabe de Qurayš qui tirait son prestige et sa puissance du fait qu'elle était responsable de la protection et de la maintenance du sanctuaire de la Kaaba à la Mecque. Elle a régné en qualité de deuxième califat islamique de 661 à 750 établi après la mort de Mahomet,.
Umayya était le fils d' Abd Shams ibn Abd Manaf. Dans l'Arabie préislamique, la fille du chef de clan Utba ibn Rabi'ah , Hind bint Utbah, a été l"épouse du chef omeyyade Abu Sufyan ibn Harb.

## Membres
- Uthman, le troisième calife musulman, gendre et proche compagnon (Sahabi) de Mahomet. Uthman était le membre direct de la tribu Banu Abd-Shams par le biais du clan Banu Umayya.
- Arwa bint Kurayz, mère du calife Uthman, compagne et cousine germaine de Mahomet.
- Utbah ibn Rabi'ah, Chef
- Abu al-Aas ibn al-Rabee, compagnon et gendre de Muhammad et de Khadija. Époux de Zainab bint Muhammad.
- Umamah bint Zainab, petite-fille de Muhammad et Khadija. Épouse du quatrième calife musulman et du premier imam chiite Ali
- Walid ibn Utbah, fils d'Utbah
- Hind bint Utbah, fille d'Utbah
- Abu Hudhayfah ibn Utbah, fils d'Utbah et compagnon de Muhammad
- Shaybah ibn Rabi'ah, frère d'Utbah